# All Tomorrow's Parties (chanson)
Pour les articles homonymes, voir All Tomorrow's Parties.
Singles de The Velvet Underground
Sunday Morning / Femme Fatale
(1966)
All Tomorrow's Parties (« Toutes les fêtes de demain ») est une chanson du Velvet Underground, écrite par Lou Reed et figurant sur le premier album du groupe, The Velvet Underground and Nico.
La chanson s'inspire de l'ambiance de la Factory et des gens dans l'entourage d'Andy Warhol, qui selon les dires de Reed parlaient des « choses les plus étonnantes, les plus folles, les plus drôles, les plus tristes ». Il s'agit de la chanson du Velvet Underground que Warhol préférait.
La chanson a notamment donné son nom à un festival de musique, à un film de Yu Lik-wai et à un roman de William Gibson.

## Enregistrement
La chanson fut enregistrée aux studios Scepter à New York en avril 1966. Elle inclut un motif de piano joué par John Cale (à l'origine conçu en tant qu'exercice) en grande partie basé sur un jeu de clusters. Il s'agit d'une des premières chansons de pop music à faire usage d'un piano préparé. Le morceau inclut également l'accordage guitare Ostrich de Reed, toutes les cordes étant accordées en ré.

## Autres versions

### Première version connue (juillet 1965)
La première version connue de la chanson fut enregistrée sur bande magnétique par Lou Reed, John Cale et Sterling Morrison dans un loft à New York. Les harmonies vocales de Cale et Morrison et la guitare acoustique de Reed confère à cette version une sonorité très country, ce qui selon le critique David Fricke démontre le goût de Reed pour Bob Dylan. Cette version figure sur le premier disque de la compilation Peel Slowly and See.

### Version single (juillet 1966)
All Tomorrow's Parties est sorti en single en juillet 1966, avec I'll Be Your Mirror en face B ; La chanson est coupée à environ la moitié de sa durée dans la version studio, un peu avant 3 minutes. Elle n'est pas rentrée dans les charts. Cette version a plus tard figuré sur l'édition « deluxe » de l'album The Velvet Underground and Nico.

### Reprises
Nico et Lou Reed ont tous deux enregistré d'autres versions solo de la chanson. Parmi les nombreux artistes qui en ont également fait une reprise, on peut citer Apoptygma Berzerk, Buffalo Tom, Japan, Jeff Buckley, Icehouse, Los Tres, Nick Cave and the Bad Seeds, Rasputina, Simple Minds, Siouxsie and the Banshees, Les Rita Mitsouko ou encore Bryan Ferry.